# 第8回NFLオナーズ
第8回NFLオナーズは、NFLの2018年シーズンについて行われた授賞式。2018年シーズンのチャンピオンを決定する第53回スーパーボウルの前日の2019年2月2日にスーパーボウル開催地のジョージア州アトランタで開催された。

## 受賞者一覧
| 賞                                                             | 受賞者 | ポジション | チーム                                                         | 出典 |
| -------------------------------------------------------------- | --- | ---------- | -------------------------------------------------------------- | ---- |
| AP通信MVP                                                      | パトリック・マホームズ | QB         | カンザスシティ・チーフス                                       |      |
| AP通信最優秀コーチ賞                                           | マット・ナギー | HC         | シカゴ・ベアーズ                                               |      |
| AP通信最優秀アシスタントコーチ賞                               | ビック・ファンジオ | DC         | シカゴ・ベアーズ                                               |      |
| AP通信最優秀攻撃選手賞                                         | パトリック・マホームズ | QB         | カンザスシティ・チーフス                                       |      |
| AP通信最優秀守備選手賞                                         | アーロン・ドナルド | DT         | ロサンゼルス・ラムズ                                           |      |
| ペプシ最優秀新人賞                                             | セイクワン・バークリー | RB         | ニューヨーク・ジャイアンツ                                     |      |
| AP通信最優秀新人攻撃選手賞                                     | セイクワン・バークリー | RB         | ニューヨーク・ジャイアンツ                                     |      |
| AP通信最優秀新人守備選手賞                                     | ダリウス・レナード | LB         | インディアナポリス・コルツ                                     |      |
| AP通信カムバック賞                                             | アンドリュー・ラック | QB         | インディアナポリス・コルツ                                     |      |
| ドン・シュラ最優秀高校コーチ賞                                 | ゲイブ・インファンテ | HC         | セントジョセフス・プレパラトリー・スクール（フィラデルフィア） |      |
| ウォルター・ペイトンNFLマン・オブ・ザ・イヤー                  | クリス・ロング | DE         | フィラデルフィア・イーグルス                                   |      |
| FedExエアプレーヤー賞                                          | パトリック・マホームズ | QB         | カンザスシティ・チーフス                                       |      |
| FedExグランドプレーヤー賞                                      | セイクワン・バークリー | RB         | ニューヨーク・ジャイアンツ                                     |      |
| ブリヂストン最優秀プレー賞                                     | ライアン・タネヒル ケニー・スティルス デバンテ・パーカー ケニアン・ドレイク                                                       | QB WR RB   | マイアミ・ドルフィンズ                                         |      |
| モーメント・オブ・ザ・イヤー                                   | アーロン・ロジャース | QB         | グリーンベイ・パッカーズ                                       |      |
| コートヤード・アンストッパブルパフォーマンス・オブ・ザ・イヤー | ジャレッド・ゴフ | QB         | ロサンゼルス・ラムズ                                           |      |
| ゲームチェンジャー賞                                           | シャキーム・グリフィン | LB         | シアトル・シーホークス                                         |      |
| サルートトゥサービス賞                                         | ベン・ガーランド | G          | アトランタ・ファルコンズ                                       |      |
| バドライト最優秀セレブレーション賞                             | コレオグラフィー |            | シアトル・シーホークス                                         |      |
| ディーコン・ジョーンズ賞                                       | アーロン・ドナルド | DE         | ロサンゼルス・ラムズ                                           |      |
| アート・ルーニー賞                                             | ドリュー・ブリーズ | QB         | ニューオーリンズ・セインツ                                     |      |
| フォード最優秀オフェンシブライン賞                             | アンドリュー・ウィットワース ロジャー・サフォルド ジョン・サリバン オースティン・ブライス ロブ・ハーヴェンシュタイン              | OL         | ロサンゼルス・ラムズ                                           |      |
| プロフットボール殿堂 クラス・オブ・2019                        | チャンプ・ベイリー パット・ボーレン ギル・ブラント トニー・ゴンザレス タイ・ロー ケビン・マワイ エド・リード ジョニー・ロビンソン |            |                                                                |      |

## References
1. ↑  “Steve Harvey Will Host NFL Honors Show On Super Bowl Eve In Atlanta”. 11alive.com (2019年1月14日). 2019年1月14日閲覧。[リンク切れ]